# ジェリー・サッグス
ジェリー・サッグス（Jerry Sags、本名：Jerome Saganovich、1964年7月5日 - ）は、アメリカ合衆国のプロレスラー。ペンシルベニア州アレンタウン出身のユダヤ系アメリカ人。相棒ブライアン・ノッブスとのタッグチーム、ナスティ・ボーイズとしての活躍で知られる。

## 来歴
1985年、バーン・ガニアのAWAでレフェリーとしてプロレス業界に入る。その後ブラッド・レイガンズのトレーニングを受け、1986年にプロレスラーとして正式にデビュー。先にデビューを果たしていた幼なじみのブライアン・ノッブスとナスティ・ボーイズ（The Nasty Boys）を結成。AWAや南部エリアでキャリアを積んだ後、1990年代よりWWFやWCWに進出して各団体のタイトルを獲得、アメリカン・プロレス史に残る名タッグチームとして活躍した。
1996年、nWoのジ・アウトサイダーズ（ケビン・ナッシュ&スコット・ホール）との抗争において、ホールの過剰なイス攻撃により首を負傷して引退。WCW崩壊後の2001年に一時的にカムバックし、ノッブスとナスティ・ボーイズを再結成してフロリダ州タンパのXWF（Xcitement Wrestling Federation）旗揚げに参戦した。2007年11月20日にはWWEスマックダウンのダーク・マッチに出場している。
2009年11月、ハルク・ホーガンがオーストラリアでプロモートした "Hulkamania Tour" にノッブスと共に参加。2010年1月からはTNAに登場した。
デビュー当時はノッブスと比べて細身だったが、徐々に体重が増加して1992年頃からはほとんど変わらない体型になっていた。後年は初期の体型に戻っている。また、インタビューやスキットではノッブスよりも冷静に振る舞う場合があり、パンプハンドル・スラムをはじめ技も多彩で技巧派の一面も覗かせた。しかし、向こうっ気の強さはノッブスに勝るとも劣らず、プライベートでケン・シャムロックと諍いを起こしたこともあり、アーン・アンダーソンも彼の腕っ節を認めている。

## 得意技
- パンプハンドル・スラム
- ダイビング・エルボー・ドロップ

## 獲得タイトル
コンチネンタル・レスリング・アソシエーション
- AWA南部タッグ王座：2回（w / ブライアン・ノッブス）[6]

フロリダ・チャンピオンシップ・レスリング
- FCWタッグ王座（NWAフロリダ・タッグ王座）：5回（w / ブライアン・ノッブス）[7]

ワールド・レスリング・フェデレーション
- WWF世界タッグ王座：1回（w / ブライアン・ノッブス）[8]

ワールド・チャンピオンシップ・レスリング
- WCW世界タッグ王座：3回（w / ブライアン・ノッブス）[9]

エキサイトメント・レスリング・フェデレーション
- XWF世界タッグ王座：1回（w / ブライアン・ノッブス）